# Trachelyopterus striatulus
Trachelyopterus striatulus är en fiskart som först beskrevs av Steindachner, 1877.  Trachelyopterus striatulus ingår i släktet Trachelyopterus och familjen Auchenipteridae. Inga underarter finns listade i Catalogue of Life.